# Zernyia gnophoides
Zernyia gnophoides är en fjärilsart som beskrevs av Louis Beethoven Prout 1929. Zernyia gnophoides ingår i släktet Zernyia och familjen mätare. Inga underarter finns listade i Catalogue of Life.